# Képtömörítés
A képtömörítési eljárások fő célja a számítástechnikában az, hogy a nagyon nagy méretű (nagy adatmennyiséget tartalmazó) képanyagok méretét csökkentse, és így gazdaságosabbá tegye tárolásukat, illetve lehetővé tegye azok tárolását korlátozott kapacitású médiákon.
A képtömörítési eljárások az adattömörítési eljárások részhalmaza, azok speciális esete, ami kifejezetten a grafikus információkat tartalmazó adatfolyam jellegzetességeire alapul.

## Képtömörítési eljárások

### Veszteséges eljárások
A képtömörítési eljárások egy része veszteséges tömörítés, vagyis a tömörítés folyamán információ vész el. A cél az, hogy ez az információvesztés ne okozzon látható minőségromlást, illetve a minőségromlás minél kisebb legyen. Az, hogy ezt a célt mennyire sikerül elérni (vagyis hogy egy adott mértékű tömörítés esetén mekkora a minőségromlás) határozza meg az eljárás sikerességét, jóságát.

#### A használt elvek
- A színek számának (colorspace) csökkentése.
- Transzformációs kódolás. Ez a leggyakrabban használt eljárás. A Fourier-transzformációhoz kapcsolódó módszereket – mint amilyen a DCT vagy a Wavelet-transzformáció – alkalmazzák, melyeket kvantálás és entrópia kódolás követ.
- Fraktál tömörítés

Néhány elterjedtebb veszteséges tömörítést használó fájlformátum:
- JPEG (Joint Photographic Experts Group): Nagyon elterjedt formátum, különösen fotókhoz. Különböző tömörítési szintek állíthatók be, amelyek befolyásolják a kép minőségét és a fájlméretet.
- WebP: A Google által kifejlesztett formátum, amely jobb tömörítést és képminőséget kínál, mint a JPEG. Veszteségmentes tömörítés is használható benne.

### Veszteségmentes eljárások
Az eljárások másik csoportja veszteségmentes, vagyis a tömörített állományból minden esetben pontosan visszanyerhető az eredeti, tömörítetlen adat.

#### A használt elvek
- Futáshossz-kódolás (RLE, Run-length encoding)
- Entrópia kódolás
- Adaptív kódtárakra épülő algoritmusok, mint amilyen az LZW, LZSS

Néhány elterjedtebb veszteségmentes tömörítést használó képtároló formátum:
- TIFF: csomagoló típusú képtároló formátum, tartalmazhat veszteséges tagokat is
- BMP: a Windows rendszerekben jelent meg, alapvetően futáshossz-kódolást alkalmaz
- PNG (Portable Network Graphics): gyakran használják grafikákhoz és átlátszó hátterű képekhez
- GIF (Graphics Interchange Format): Alapvetően veszteségmentes, de csak 256 színt támogat, így nem alkalmas fotókhoz.

## Mozgóképek

### Mozgókép-tömörítés eljárásai
A mozgókép-tömörítés során több technikát is alkalmaznak:
- Intraframe tömörítés: Az egyes képkockákon belüli redundancia eltávolítása (hasonlóan a képtömörítéshez).
- Interframe tömörítés: A képkockák közötti redundancia eltávolítása, ami a legtöbb tömörítést biztosítja. Ilyenkor a különböző képkockák közötti változásokat tárolják, nem pedig minden egyes képkockát külön-külön.

### Veszteséges mozgókép-tömörítés
A veszteséges tömörítés során a videó információjának egy részét eltávolítják, hogy jelentősen csökkentsék a fájlméretet. Ez általában észlelhető minőségromlással jár, de megfelelő beállításokkal a különbség alig észrevehető. A leggyakoribb veszteséges videóformátumok és kodekek:
- H.264/AVC (Advanced Video Coding): Az egyik legelterjedtebb videókodek, amely jó egyensúlyt kínál a tömörítés és a minőség között.
- H.265/HEVC (High Efficiency Video Coding): Utódja az H.264-nek, amely még jobb tömörítést kínál ugyanazon a minőségi szinten.
- VP9: A Google által kifejlesztett nyílt forráskódú kodek, amely versenytársa a HEVC-nek.
- AV1: Egy újabb nyílt forráskódú kodek, amelyet a VideoLAN, a Mozilla, a Google és más vállalatok támogatnak, és jobb tömörítést ígér a VP9 és HEVC-hez képest.

### Veszteségmentes mozgókép-tömörítés
A veszteségmentes tömörítés során a videó minden információja megmarad, így a tömörített fájl visszaállítható az eredeti minőségben. A fájlméret csökkentése ebben az esetben általában kisebb mértékű. A leggyakoribb veszteségmentes videóformátumok és kodekek:
- FFV1: Egy veszteségmentes videókodek, amelyet az FFmpeg projekt részeként fejlesztettek ki.
- HuffYUV: Egy veszteségmentes videókodek, amely gyors kódolást és dekódolást tesz lehetővé.

- keptomorites.hu
- tinypng.com
- compressjpeg.com
- compressor.io